# 溫蓋尼

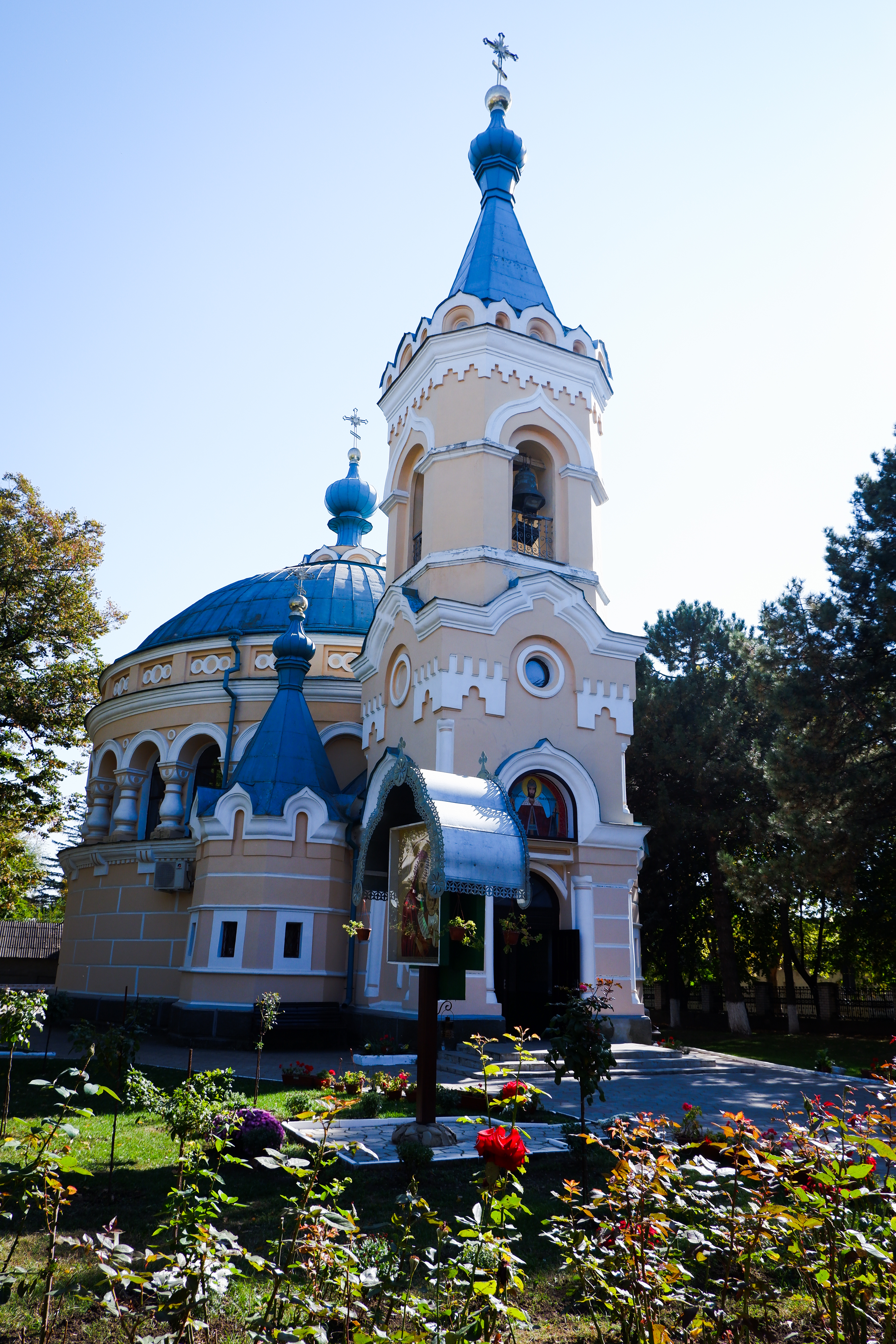
亞歷山大涅夫斯基大教堂

溫蓋尼（發音：[uŋˈɡenʲ]）是摩爾多瓦的城市，也是溫蓋尼區的首府，位於該國西部，距離首都基希讷乌107公里，面積16.4平方公里，海拔高度62米，2012年人口38,100，是該國第七大城市。